# Duomo (metrostation Milaan)
Duomo is een metrostation in de Italiaanse stad Milaan dat werd geopend op 1 november 1964 en wordt bediend door de lijnen 1 en 3 van de metro van Milaan.

## Geschiedenis
Het metrostation onder het Domplein (Piazza del Duomo) is in meerdere metroplannen in de eerste helft van de twintigste eeuw voorgesteld. Uiteindelijk is een plan uit 1952 goedgekeurd met een kruisingsstation tussen lijn 1 en 3 onder het Domplein. Voor de bouw van de tunnel van lijn 1, tussen 1957 en 1964, werd de wanden-dakmethode toegepast. De perrons en verdeelhal van die lijn liggen ondergronds voor de arcades aan de noordkant van het plein. De aansluitende tunnels liggen onder de straten waarmee historische gebouwen, zoals de Dom, zijn vermeden. Op 1 november 1964 werd het initiële deel van lijn 1, waaronder Duomo, in gebruik genomen. Voor lijn 3 dwars door de oude binnenstad loopt werd een smalle tunnel met twee lagen gebouwd zodat ook in de smalle straten gebouwen, zoals de Scala, vermeden konden worden. Hoewel bij Duomo genoeg ruimte is werd ook hier een gestapeld station voor lijn 3 gebouwd. Op 3 mei 1990 ging de dienst op lijn 3 tussen Duomo en Centrale FS van start. In het metroplan van 1952 zou lijn 3 ten zuiden van Duomo onder de Via Torino lopen maar in het tracébesluit van 1977 werd besloten om de lijn onder de Via Giuseppe Mazzini recht naar het zuiden te leggen. Omdat de sporen boven elkaar liggen was er geen mogelijkheid om te keren, dit werd opgelost door in iedere tunnelbuis een pendeldienst met een metrostel te onderhouden. Op 16 december 1990 werd de lijn verlengd naar Porta Romana waardoor het mogelijk werd om ook aan de zuidkant te keren en dus een normale metrodienst te onderhouden.

## Ligging en inrichting
De perrons en de verdeelhal van lijn 1 werden gebouwd als variant op het Milanese standaardontwerp voor een ondiep gelegen zuilenstation. De verdeelhal voor lijn 3 ligt haaks op die van lijn 1 onder de westkant van het plein. De beide verdeelhallen liggen op niveau -1 en hebben directe toegangen naar straatniveau. Daarnaast lopen er van de verdeelhallen drie ondergrondse winkelgalerijen die eveneens toegangen op straatniveau hebben; De zuidwestelijke Civica Galleria Sotterranea onder de via Torino, de westelijke Galleria dell'Artigianato die boven de metrotunnel naar Cordusio ligt en de oostelijke Galleria del Sagrato tussen de Dom en het warenhuis Rinascente. Onder het domplein ligt nog een voetgangerstunnel, tussen de verdeelhal en de Via Guglielmo Marconi,waar de loketten van ATM te vinden zijn. Reizigers voor lijn 1 bereiken de perrons op niveau -3 via een tussenverdieping, die in het standaardontwerp ontbrak. Vanaf het midden van de perrons kunnen de reizigers afdalen naar de overstaptunnels naar lijn 3. Reizigers voor lijn 3 dalen achter de toegangspoortjes met rechtstreekse roltrappen af naar de perrons van lijn 3. De perrons van lijn 3 zijn alles behalve standaard, ze liggen gestapeld aan de oostkant van de sporen die in een dubbeldekstunnel door de oude stad lopen. Het bovenste spoor van lijn 3 bevindt zich op niveau -4 waar ook de twee overstaptunnels onder het plein liggen. In de normale dienst wordt dit spoor gebruikt door metro's naar het noorden. Op niveau -5, op ongeveer 25 meter diepte, ligt het onderste spoor van lijn 3 voor de metro's naar het zuiden. Bovengronds is de verdeelhal van lijn 3 te herkennen door een bescheiden plantsoen aan de westkant van het plein. Het project van Ignazio Gardella om dit plantsoen extra luister bij te zetten met een monument en fonteinen is niet uitgevoerd.

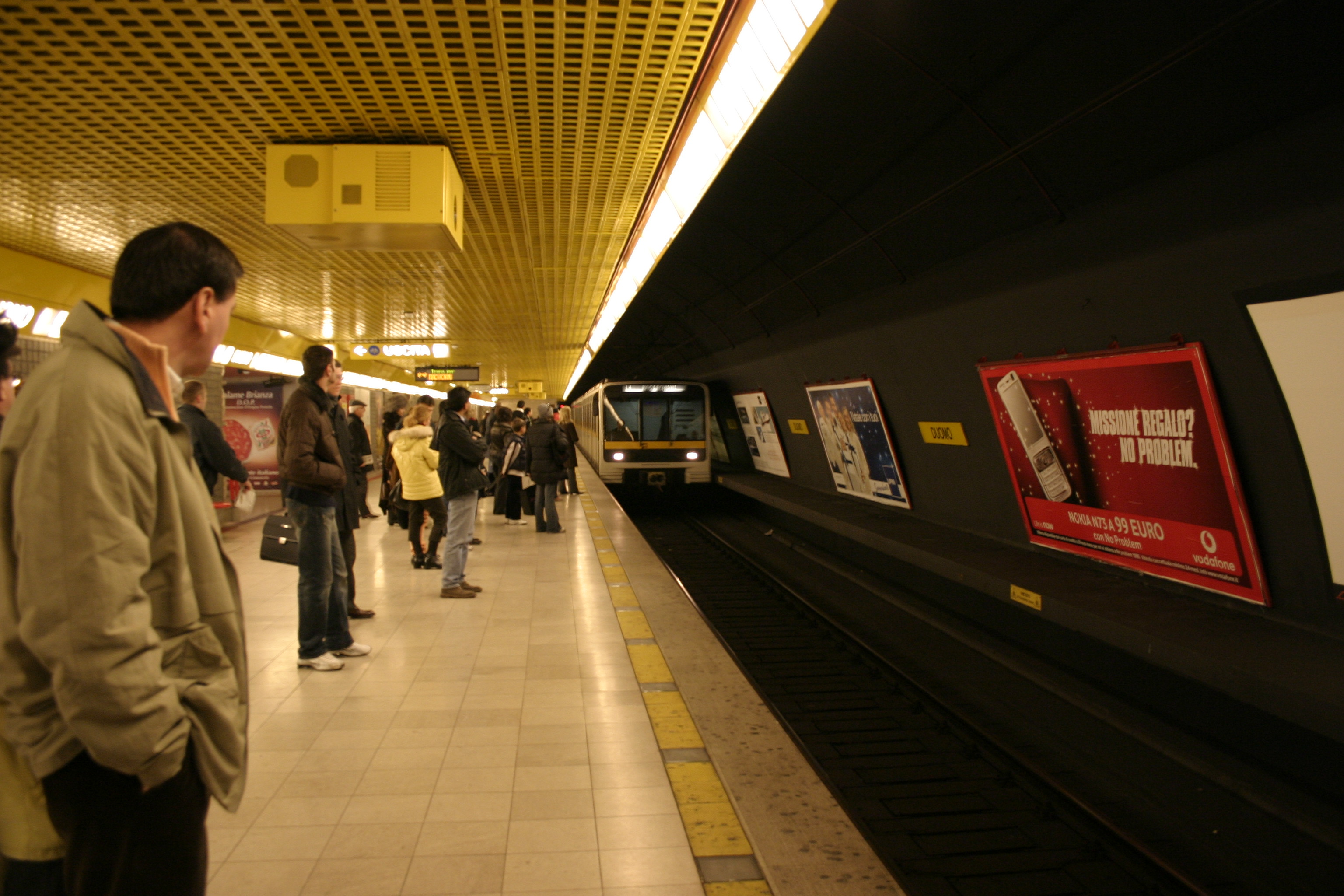
Het bovenste perron van lijn 3
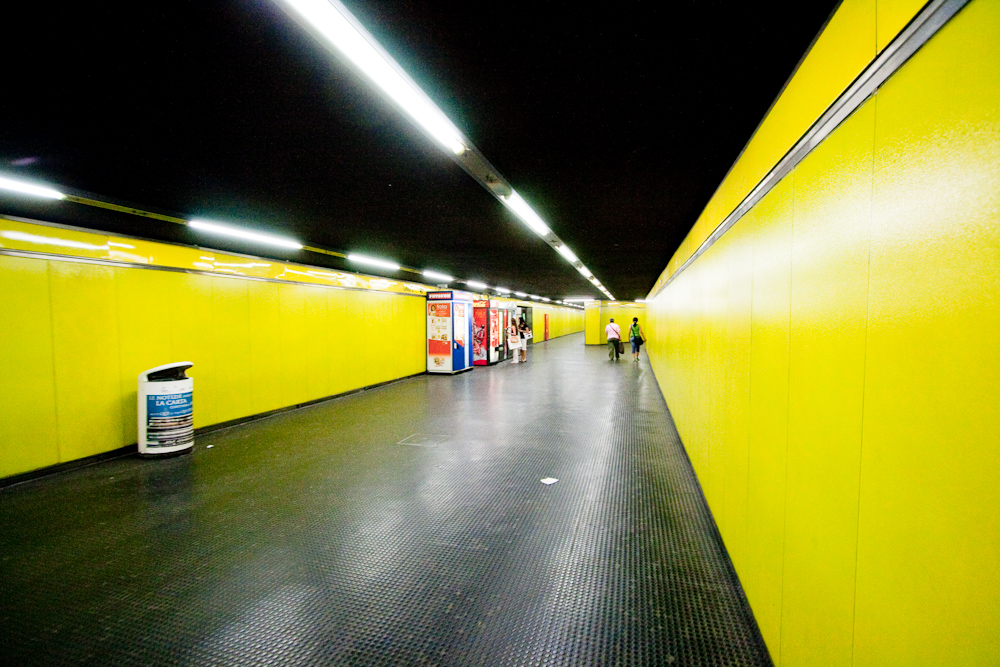
Een van de overstaptunnels tussen beide lijnen
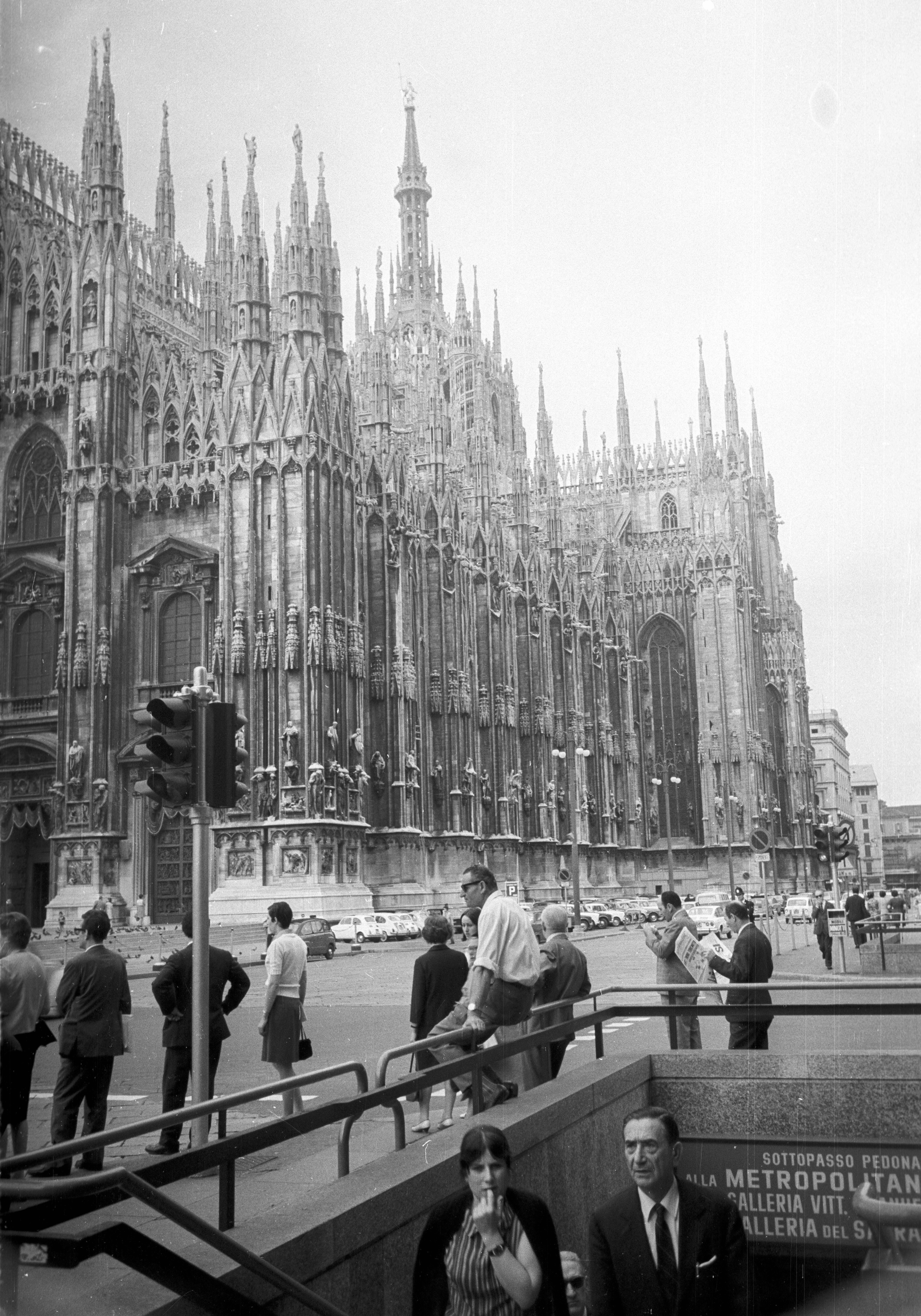
De ingang bij de Via Guglielmo Marconi in 1969